# Собор Рождества Пресвятой Богородицы и святых царственных мучеников (Лондон)
Собо́р Рождества́ Пресвято́й Богоро́дицы и свя́тых Ца́рственных му́чеников (англ. Cathedral of the Nativity of the Most Holy Mother of God and the Holy Royal Martyrs) — православный храм в Лондоне (Великобритания), кафедральный собор Лондонской и Западно-Европейской епархии Русской православной церкви заграницей. Расположен в районе Чизик, боро Хаунслоу. До 2017 года был посвящён Успению Пресвятой Богородицы.

## История
Первый православный русский приход в Англии был основан в Лондоне Петром I в 1698 году при русском посольстве. С 1813 года храм находился на Уэлбек-стрит, 32, в пристройке, расположенной на месте конюшен, возведённой непосредственно за просторным домом. Русская община была небольшой, и домовая часовня удовлетворяла их потребности.
Во время Первой мировой войны расширились различные российские ведомства, отвечающие за поставку военного оборудования российской армии, и русская община начала расти. К концу войны и началу революции начал поступать поток беженцев. Поражение Белой армии увеличило этот поток. Домовая церковь уже не могла принять такое число верующих, и с окончанием срока аренды церковной земли нужно было найти новое место. Одновременно, Посольская церковь была закрыта вследствие антирелигиозной политики коммунистического правительства.
Англиканская Церковь при содействии РХСД дала возможность приходу временно использовать большую церковь. Затем, в 1923 году, англиканская церковь предоставила другую — церковь Апостола Филиппа в центре Лондона. Этот храм, как и все предыдущие русские церкви в Лондоне, был освящён во имя Успения Пресвятой Богородицы.
В 1927 году русская община в Лондоне разделилась на «евлогиан» и «карловчан» после перехода митрополита Евлогия с подчинёнными ему приходами в Константинопольский Патриархат. Было достигнуто соглашение по использованию церкви, согласно которому службы попеременно чередовались каждую неделю. В 1928 году Русская зарубежная православная церковь направила в Лондон 38-летнего архимандрита Николая (Карпова). 30 июня 1929 года архимандрит Николай был рукоположён во епископа Лондонского; эта епископская хиротония стала первой на территории Англии после Великого раскола 1054 года.
В 1954 году церковь святого Филиппа была снесена для строительства новой автобусной станции Виктория. После некоторых поисков приход арендовал здание церкви святого Стефана, расположенной у Императорской арки на Gloucester Road. Здание раньше принадлежало Шотландской пресвитерианской церкви. В этом здании проводились богослужения в течение 30 лет. За эти годы приход значительно увеличился.
В 1989 году договор аренды истёк, приход решил построить собственное здание церкви в русском стиле, с традиционным куполом и колокольней. В то время приход собирался на небольшом подворье в часовне Всех Святых на St Dunstans Road в Хаммерсмит, которую владыка Николай завещал приходу. Сразу же стало очевидно, что приходу необходимо найти большой и постоянный храм. В 1992 году после нескольких лет поисков приход нашёл и приобрёл участок площадью 1968 м² в Чизике, на западе Большого Лондона, с большим домом.
На время постройки собора к дому был пристроен большой зал, где проводились богослужения. Другие помещения первого этажа использовались для нужд прихода и трапезной. Квартира на втором этаже была отремонтирована и является резиденцией священника прихода.
27 ноября 1997 года архиепископ Берлинско-Германский и Великобританский Марк (Арндт) заложил первый камень в строительство кафедрального собора Успения Божией Матери Русской зарубежной церкви на Harvard Road. На Лазареву субботу в 1999 года в новом храме состоялось первое богослужение.
16 октября 2003 года архиепископ Марк в сослужении епископа Агапита (Горачека) и духовенства епархии совершил малое освящение нижнего храма, посвящённого Святым Царственным Мученикам. В храме присутствовали архиепископ Фиатирский Григорий (Феохарус) и новый управляющий Сурожской епархией епископ Сергиевский Василий (Осборн).
С тех пор храм увенчался куполом, золотым крестом, полностью закончен нижний придел, баптистерий, установлена вентиляция. 29 мая 2005 года Первоиерарх Русской зарубежной церкви митрополит Лавр возглавил освящение первого в Великобритании русского православного храма в честь Святых Царственных Мучеников.
В 2005 году начались строительные работы в верхнем храме: оштукатуривание стен, возведение сводов, установка пола, отопления, электричества. В 2009 году установлен новый иконостас, средства на который пожертвовали прихожане храма.
В июне 2012 года начались работы по росписи стен в алтарной части храма.
15 октября 2016 года собор посетил находившийся с пастырским визитом в Великобритании Патриарх Московский и всея Руси Кирилл. В то же время было решено изменить посвящение собора, поскольку у Русской православной церкви в Лондоне есть ещё один Успенский собор. Изменить посвящение собора, принадлежащего именно РПЦЗ, было решено потому, что он ещё не расписан и не освящён полностью. По словам архиепископа Марка (Арндта): «В течение нескольких месяцев мы говорили с прихожанами — и в конечном итоге все поняли, что мы не должны продолжать такую двойственность. Народ принял предложение переименовать этот храм при освящении в честь Рождества Пресвятой Богородицы… Мы надеемся под конец следующего года завершить росписи в верхнем храме — и освятить его».

## Современное состояние
При церкви действует субботняя школа, в которой детям преподают Закон Божий, русский язык, русскую словесность, основы православного духовного пения и другие предметы. В воскресные и праздничные дни силами сестричества и других прихожан готовятся обеды, что даёт возможность прихожанам общаться и вне богослужений, знакомиться ближе с гостями прихода.